# 1990 (Love Shop-album)
1990 er debutalbummet fra den danske pop/rock-gruppe Love Shop. Albummet udkom i 9. oktober 1990 på Polydor.

## Spor[1]
Alt tekst skrevet af Jens Unmack, alt musik komponeret af Hilmer Hassig og Jens Unmack.
| #   | Titel                       | Længde |
| --- | --------------------------- | ------ |
| 1.  | "Idag så bedre ud igår"     | 4:38   |
| 2.  | "En nat bliver det sommer"  | 5:07   |
| 3.  | "Øjne jeg aldrig har set"   | 3:20   |
| 4.  | "Radio Kalundborg"          | 3:00   |
| 5.  | "På Viborgvej"              | 3:40   |
| 6.  | "En lørdag aften"           | 3:51   |
| 7.  | "Alt jeg ser er hendes ryg" | 2:10   |
| 8.  | "I den nye by"              | 3:18   |
| 9.  | "21"                        | 2:53   |
| 10. | "Tag mig hjem nu"           | 2:10   |
| 11. | "Til stjernerne"            | 4:09   |

## Medvirkende[1]
- Henrik Hall – mundharmonika
- Hilmer Hassig – guitar, producer, mix
- Jens Unmack – stemme, tekst, musik
- Kåre Bjerkø – keyboards
- Stefan Grabowski – trommer
- Mikael Dehn – kor
- Flemming Muus – bas
- Martin Brygmann, The Milk Brothers, Steen Kyed – musikere
- Hilmer Hassig, Finn Verwohlt, Bjarne Hansen, J. Bo Jylland, Stefan Glaumann – mixing